# 279
Évszázadok: 2. század – 3. század – 4. század
Évtizedek: 220-as évek – 230-as évek – 240-es évek – 250-es évek – 260-as évek – 270-es évek – 280-as évek – 290-es évek – 300-as évek – 310-es évek – 320-as évek
Évek: 274 – 275 – 276 – 277 –  278 – 279 – 280 – 281 – 282 – 283 – 284

## Események

### Római Birodalom
- Probus császárt és Nonius Paternust választják consulnak.
- Probus állítólag százezer, addig a Dunától északra élő basztarnát, valamint gótokat, gepidákat és vandálokat telepít le Trákiában.
- A Vörös-tenger mentén élő blemmi törzsek betörnek Felső-Egyiptomba és elfoglalják Thébát.

### Kína
- A Csin-dinasztia hat irányból egyszerre indít támadást a délnyugati Vu állam ellen. Vut meglepetésszerűen éri a támadás, a határ menti erődök gyorsan elesnek.

## Születések
- Emygdius, keresztény mártír

## Fordítás
- Ez a szócikk részben vagy egészben  a(z)   279 című francia Wikipédia-szócikk ezen változatának fordításán alapul.  Az eredeti cikk szerkesztőit annak laptörténete sorolja fel. Ez a jelzés csupán a megfogalmazás eredetét és a szerzői jogokat jelzi, nem szolgál a cikkben szereplő információk forrásmegjelöléseként.